# 987
987（九百八十七、きゅうひゃくはちじゅうなな）は、自然数また整数において、986の次で988の前の数である。

## 性質
- 987は合成数であり、約数は1, 3, 7, 21, 47, 141, 329, 987である。
  - 約数の和は1536。
- 16番目のフィボナッチ数である。1つ前は610、次は1597。
  - フィボナッチ数が楔数となる2番目の数である。1つ前は610、次は10946。
- 134番目の楔数である。1つ前は986、次は994。
- 各位の和が24になる9番目の数である。1つ前は978、次は996。
- 1桁の自然数を降順に並べてできる26番目の数である。ただし0を含めた場合には27番目である。1つ前は876、次は3210。(オンライン整数列大辞典の数列 A138142)
  - 3つの自然数を降順に並べてできる7番目の数である。210を含めると8番目、1つ前は876、次は1098。(オンライン整数列大辞典の数列 A127424)
  - 右下がりの数である。3桁では最大である。1つ前は986、次は3210。(オンライン整数列大辞典の数列 A009995)
- 987 = 12 + 52 + 312 = 12 + 192 + 252 = 52 + 112 + 292 = 132 + 172 + 232
  - 3つの平方数の和4通りで表せる117番目の数である。1つ前は984、次は993。(オンライン整数列大辞典の数列 A025324)
  - 異なる3つの平方数の和4通りで表せる100番目の数である。1つ前は977、次は994。(オンライン整数列大辞典の数列 A025342)
- 987 = 23 + 53 + 53 + 93
  - 4つの正の数の立方数の和で表せる281番目の数である。1つ前は983、次は988。(オンライン整数列大辞典の数列 A003327)
- 987 = 342 − 169
  - n = 34 のときの n2 − 132 の値とみたとき1つ前は920、次は1056。(オンライン整数列大辞典の数列 A132768)

## その他 987 に関連すること
- ポルシェ・987
  - ボクスター (987型)
  - ケイマン (987c型)
- ISBNのグループ記号のアルゼンチンに対応する2つのうちの1つ。
- 牛岳の標高は987mである。